# Battle Lake, Minnesota
Battle Lake är en ort i Otter Tail County, Minnesota, USA.